# Arent Silfversparre (1646–1726)
För uppfinnaren, se Arent Silfversparre
Arent Silfversparre, född 20 november 1646, död 17 februari 1726, var en svensk lagman.
Silfversparre var från 1674 assessor i kommerskollegium. Han blev lagman i Kalmar läns och Ölands lagsaga 1697 och var det till 1717.
Han var far till lagmannen Carl Gustaf Silversparre.
Innehavare av Sjuenda och Näsby i Vårdinge socken och Ökna i Bogsta socken.